# オブヴァジャネック

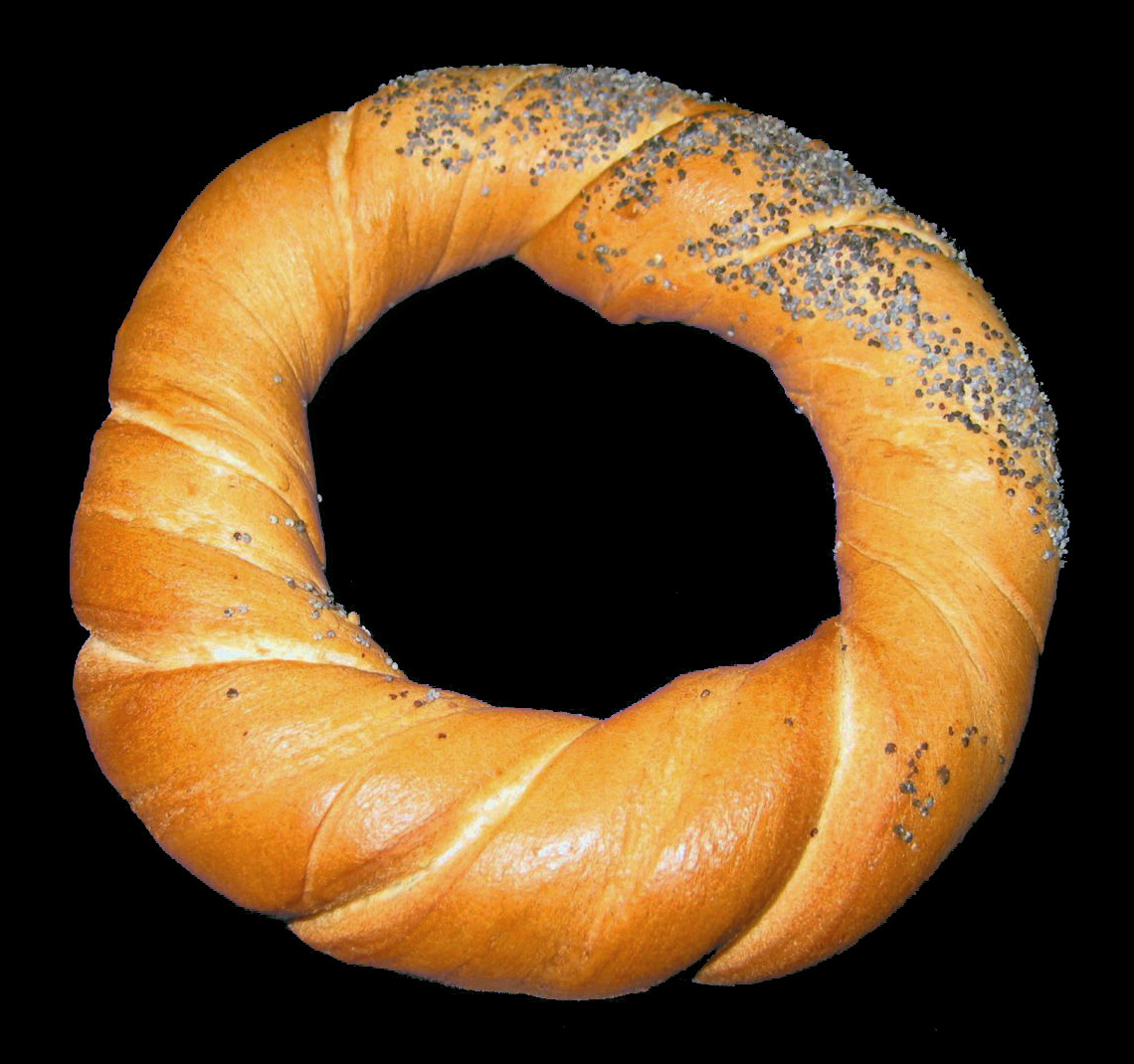
ポピーシードのオブヴァジャネック

オブヴァジャネック（ポーランド語: obwarzanek）は、ポーランドのリング型をしたパン。ベーグルの原型とも言われる。

## 概要

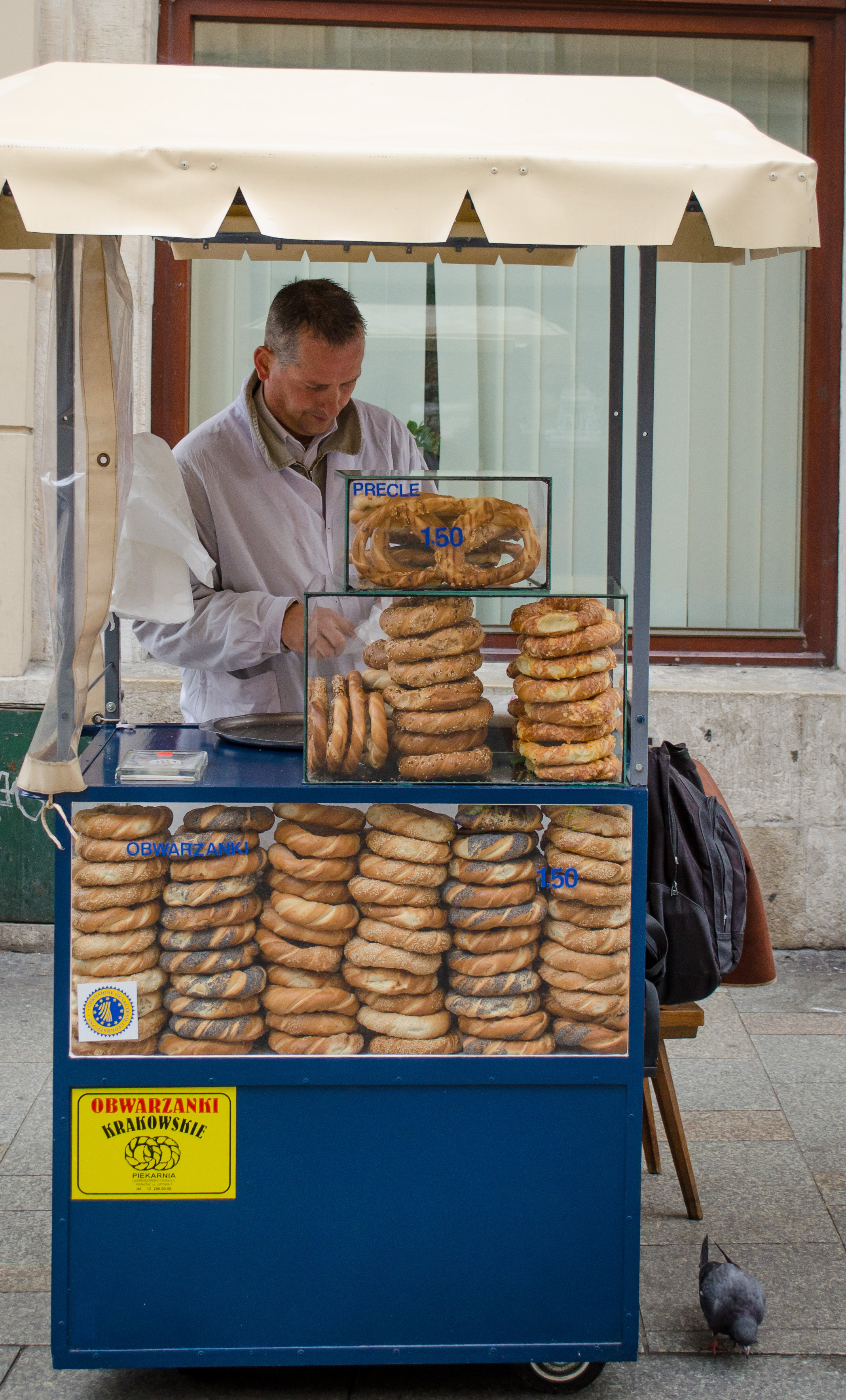
クラクフのオブヴァジャネックスタンド

「オブヴァジャネック」は「一度茹でてから焼いたパン」の意であり、製法はベーグルと同じである。
ポーランド南部のクラクフ、またはその近郊のみでオブヴァジャネックは生産されている。これは、欧州連合によってオブヴァジャネックが法的に保護されていることと、またクラクフの市条例によって、基本的にはクラクフ中心部でのみ販売が許可されていることに依るものである。
クラクフではオブヴァジャネックを販売する移動型の小さな屋台が数十メートルごとに見られ、屋台の総数は170とも180ともされる。クラクフでは1日15万個のオブヴァジャネックが消費されている。
オブヴァジャネックの味には塩、ゴマ、ポピーシード、チーズの4種類が基本となっており、中でもケシの実のものが人気が高い。価格は安めで、日本円に換算すると1個45円（チーズのみ55円）程度である（2017年時点）。

## 歴史
「オブヴァジャネック」の語は14世紀ごろに書かれたポーランドの文献上に見出すことができる。中世のポーランドはユダヤ移民を積極的に受け入れており、16世紀から18世紀の間はヨーロッパ最大のユダヤ人コミュニティはポーランドにあったとされるほどである。ポーランドでユダヤ人たちが作っていたオブヴァジャネックがベーグルの起源とされる。なお、ベーグルの起源については他の説もある。

## オブヴァジャネック・クラコフスキ
オブヴァジャネック・クラコフスキ（obwarzanek krakowski）は、「クラクフ式オブヴァジャネック」の意であり、以下の条件を満たしたオブヴァジャネックだけが名乗ることが許されている。
- クラクフやその近郊で作られていること[1]。
- 手作りであること[1]。
- オリジナルのレシピに沿って作られたものであること[1]。